# کویتین (ناحیه هاولیتشکوف برود)
کویتین (به چکی: Kojetín) یک منطقهٔ مسکونی در جمهوری چک است که در ناحیه هاولیتشکوف برود واقع شده‌است. کویتین ۷٫۹۹ کیلومتر مربع مساحت و ۱۵۶ نفر جمعیت دارد و ۵۲۳ متر بالاتر از سطح دریا واقع شده‌است.